# Oxford (Michigan)
Oxford – wieś w Stanach Zjednoczonych, w stanie Michigan, w hrabstwie Oakland.